# Jaume Roig i Olivé
Jaume Roig i Olivé fou un músic català. Treballà principalment a l'església parroquial de Sant Pere i Sant Pau de Canet de Mar, on fou admès el 29 de juny de 1739 com a membre de la seva capella. Allà hi desenvolupà de manera vitalícia els papers de tenor i violinista en substitució del difunt Pau Llauger.